# Petrobras

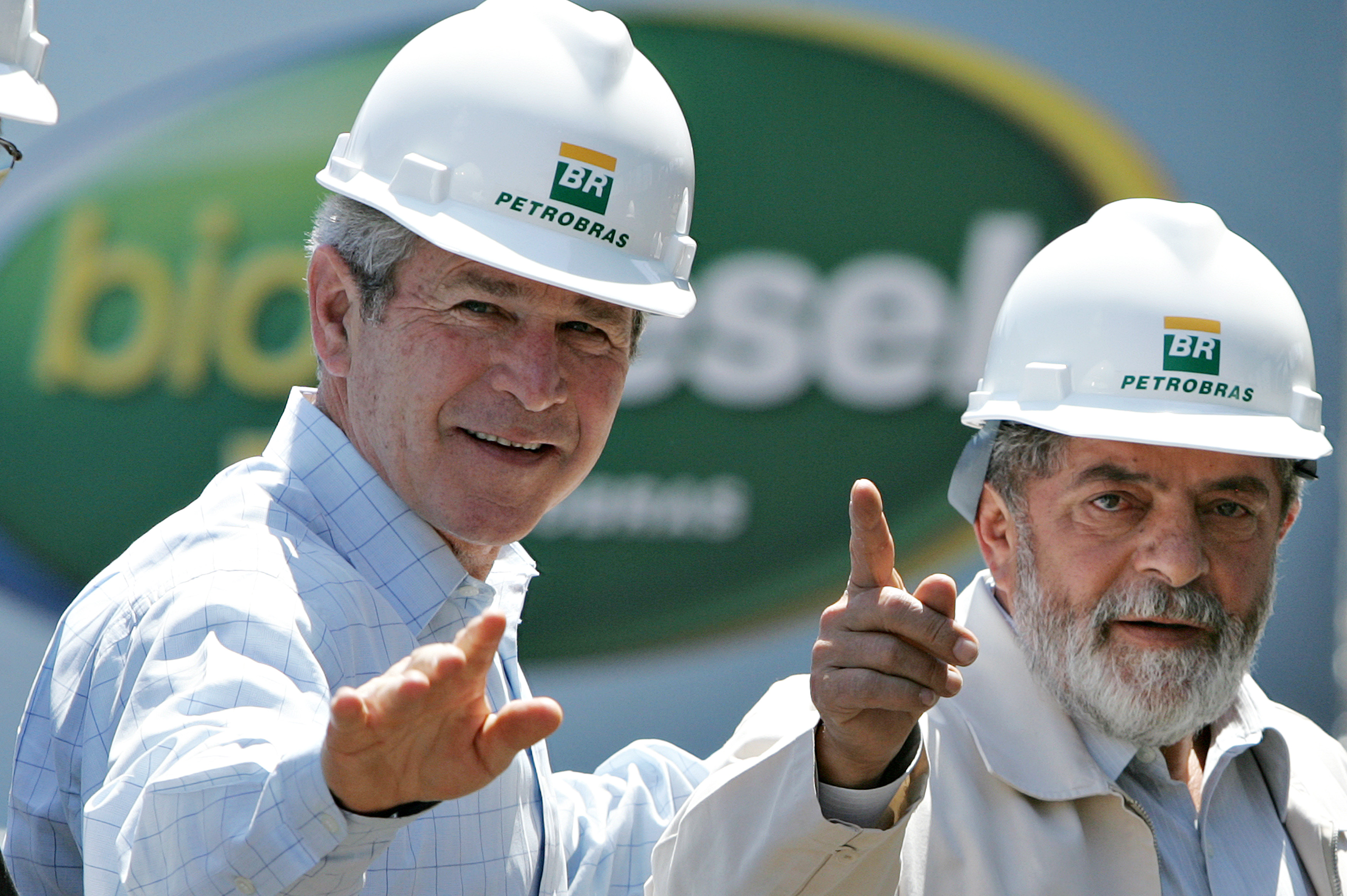
Джордж Буш під час візіту в Бразилію разом з Луїзом Інасіу Лула да Сілва на підприємстві Петролеу Бразилейру.

Petroleo Brasileiro S.A., коротко Petrobras (Петролеу Бразилейру, Петробраз), — державна нафтогазова та нафтохімічна компанія Бразилії. Має головний офіс в Ріо-де-Жанейро. Заснована в 1953 році завдякі зусиллям президента Бразилії Жетулью Варгаса в розбудувіт незалежної нафтової галузї. До 1997 року підприємство було нафтовою монополією Бразилії. Компанія входить до списку 500 найбільших компаній світу Fortune Global 500 (станом на 2021 рік — 181 місце, ринкова вартість 68,8 мільярдів доларів).
www.petrobras.com.br — офіційний сайт «Petrobras». 
Петролеу Бразилейру переробляє нафту в нафтопродукти (у т. ч. у бензин) й продає їх. Видобуток нафти сягає 2 млн барелів на добу. Підприємство також виробляє нафту на своєму заводі з горючих сланців. Його потужність становить 240 т на годину.
Контрольний пакет акцій компанії (55,7 %) належить Уряду Бразилії. Проте інша частина акцій широко торгуються на Бовеспа, де вони є частиною Бовеспа показника. У 2005 році компанія мала 170 060 акціонерів.

Петролео Бразильєро контролює нафтові й нафтопереробні галузі у 18 країнах світу (переважно Африка та Америка).
Оборот — 72,347 млрд дол. (2006). Чисельність працівників — ~50000 осіб.
Гасло компанії: «O desafio é a nossa energia» («Виклик — наша енергія»).

## Історія
Компанія заснована в 1953 р. з ініціативи президента Бразилії Жетулью Варгаса.
До 1997 року Petrobras був бразильським монополістом в галузі вибобутку нафти.
У кінці XX століття запаси нафти 270 млн т, газу — 84 млрд м³. Видобуток — відповідно 16 млн т і 4…5 млрд м³. Працює 50 тис. чоловік.
Компанія володіла найбільшою у світі нафтовою платформою Petrobras 36 Oil Platform, яка вибухнула 15 березня 2001 року і потонула 20 березня.

## Ресурси
У 2005 р. запаси нафти і природного газу Petrobras оцінювалися в 11,77 млрд барелів. Компанії належить 64 родовища, з них 42 офшорних. Компанія експлуатує 14061 свердловину, з них 1258 офшорних, 97 нафтових платформ, з них 73 фіксованих і 24 плаваючих.

## Виробництво
Petrobras щодня добувала в середньому 2,0 млн барелів нафти (2006) і 370 000 барелів природного газу (в нафтовому еквіваленті) (2005).
На 16 нафтопереробних заводах компанія щодня виробляє 1,839 млн барелів нафтопродуктів (2005). Продукти переробки продаються на 6933 автозаправні станції, з яких 766 знаходиться у власності Petrobras.
3 заводи по виробництву добрив щорічно виробляють 1,852 млн метричних тонн аміаку і 1,598 млн тонн сечовини (2005).
Компанія веде свою діяльність у 18 країнах: Ангола, Аргентина, Болівія, Колумбія, Нігерія, США тощо.

## Транспорт
Компанії належать нафтопроводи протяжністю 30343 км. Компанія управляє 125 танкерами, 50 з яких належать Petrobras.

## Біопаливо
Бразилія виробляє близько 35 % світового етанолу.